# Denops
Genre
Denops est un genre de coléoptères de la famille des Cleridae.

## Liste des espèces en Europe
- Denops albofasciatus (Charpentier, 1825)
- Denops canariensis Palm, 1978